# Pia Hansen
Pia Hansen, född 25 september 1965, är en svensk sportskytt  bosatt i Finja utanför Hässleholm. Hon tävlar i trap och dubbeltrap och vann OS-guld i dubbeltrap vid de olympiska sommarspelen 2000 i Sydney. För detta tilldelades hon samma år Sydsvenska Dagbladets pris Skånebragden.